# François Robitaille
Pour les articles homonymes, voir Robitaille.
François Joseph Robitaille, né le 21 prairial an VIII (10 juin 1800 à Fruges (Pas-de-Calais), mort le 27 novembre 1886 à Arras (Pas-de-Calais), est un homme d'église.

## Biographie
Prêtre, il devient grand-doyen de Saint-Pol-sur-Ternoise, supérieur du Grand Séminaire d'Arras, doyen du chapitre d'Arras.
Il était membre de l'Académie d'Arras.